# Championnat de Slovaquie de football 1997-1998
Navigation
Saison précédente Saison suivante
La saison 1997-1998 du Championnat de Slovaquie de football était la 5e édition de la Slovak Superliga, le championnat de première division de Slovaquie. Les 16 meilleurs clubs du pays sont regroupés au sein d'une poule unique où chaque formation rencontre deux fois tous ses adversaires, à domicile et à l'extérieur. Les deux derniers du classement sont relégués et remplacés par les deux premiers clubs de D2.
Le 1.FC Kosice, champion de Slovaquie en titre, finit une nouvelle fois en tête du championnat et remporte le 2e titre de champion de Slovaquie de son histoire. Il termine avec 2 points d'avance sur le Slovan Bratislava.

## Les 16 clubs participants
| - Slovan Bratislava - Inter Bratislava - BSK Bardejov - FK DAC 1904 Dunajská Streda - Tatran Presov - Spartak Trnava - AS Trencin - Promu de D2 - MSK Zilina | - MFK Kosice - MFK Ružomberok - Promu de D2 - Dukla Banska Bystrica - FC Chemlon Hummené - FK Banik Prievidza - Lokomotiva Kosice - FC Rimavska Sobota - FC Artmedia Bratislava |

## Compétition

### Classement
Le barème de points servant à établir le classement se décompose ainsi :
- Victoire : 3 points
- Match nul : 1 point
- Défaite : 0 point

| Rang | Équipe                      | Pts | J  | G  | N | P  | Bp | Bc | Diff |
| ---- | --------------------------- | --- | -- | -- | - | -- | -- | -- | ---- |
| 1    | 1.FC Kosice (T)             | 68  | 30 | 21 | 5 | 4  | 71 | 24 | +47  |
| 2    | Spartak Trnava (C)          | 66  | 30 | 20 | 6 | 4  | 61 | 34 | +27  |
| 3    | Inter Bratislava            | 60  | 30 | 18 | 6 | 6  | 55 | 25 | +30  |
| 4    | AS Trencin (P)              | 53  | 30 | 16 | 5 | 9  | 47 | 31 | +16  |
| 5    | Slovan Bratislava           | 45  | 30 | 12 | 9 | 9  | 41 | 36 | +5   |
| 6    | Rimavska Sobota             | 44  | 30 | 12 | 8 | 10 | 39 | 34 | +5   |
| 7    | MSK Zilina                  | 42  | 30 | 11 | 9 | 10 | 23 | 25 | -2   |
| 8    | FC Artmedia Petržalka       | 39  | 30 | 11 | 6 | 13 | 27 | 28 | -1   |
| 9    | HFC Hummené                 | 38  | 30 | 12 | 2 | 16 | 36 | 55 | -19  |
| 10   | Tatran Presov               | 36  | 30 | 9  | 9 | 12 | 29 | 39 | -10  |
| 11   | MFK Ružomberok (P)          | 36  | 30 | 9  | 9 | 12 | 35 | 49 | -14  |
| 12   | FK Banik Prievidza          | 35  | 30 | 9  | 8 | 13 | 35 | 42 | -7   |
| 13   | Dukla Banska Bystrica       | 30  | 30 | 7  | 9 | 14 | 32 | 46 | -14  |
| 14   | BSK Bardejov                | 27  | 30 | 7  | 6 | 17 | 27 | 42 | -15  |
| 15   | Lokomotiva Kosice           | 26  | 30 | 7  | 5 | 18 | 31 | 54 | -23  |
| 16   | FK DAC 1904 Dunajská Streda | 21  | 30 | 5  | 6 | 19 | 26 | 51 | -25  |

|  | Qualifié pour la Ligue des Champions 1998-1999                                            |
|  | Qualifié pour la Coupe des Coupes 1998-1999                                               |
|  | Qualifié pour la Coupe UEFA 1998-1999                                                     |
|  | Qualifié pour la Coupe Intertoto 1998                                                     |
|  | Relégation en deuxième division                                                           |
|  | (T) : Tenant du titre (C) : Vainqueur de la Coupe de Slovaquie (P) : Promu de 2e division |

## Bilan de la saison
| Championnat de Slovaquie de football 1997-1998 |                             |
| Champion                                       | 1.FC Kosice (2e titre)      |
| Coupes et trophées                             |                             |
| Vainqueur de la Coupe de Slovaquie 1997-1998   | Spartak Trnava              |
| Qualifications continentales                   |                             |
| Ligue des champions 1998-1999                  | 1.FC Kosice                 |
| Coupe des Coupes 1998-1999                     | Spartak Trnava              |
| Coupe UEFA 1998-1999                           | Inter Bratislava            |
| Coupe Intertoto 1998                           | Rimavska Sobota             |
| Coupe Intertoto 1998                           | AS Trencin                  |
| Promotions et relégations                      |                             |
| Promus en Slovak Superliga                     | FC Nitra                    |
| Promus en Slovak Superliga                     | FK ZTS Dubnica              |
| Relégués en Slovak First League                | Lokomotiva Kosice           |
| Relégués en Slovak First League                | FK DAC 1904 Dunajská Streda |